# Vladislav Ardzinba
Vladislav Ardzinba (abchazsky: Владислав Григори-иԥа Арӡынба, rusky: Владислав Ардзинба) (14. května 1945 – 4. března 2010) byl abchazský politik, vůdce abchazských separatistů a prvním prezidentem mezinárodně neuznané Abchazské republiky.

## Biografie
Ardzinba vystudoval historii na suchumském pedagogickém institutu a získal doktorát na Státní univerzitě v Tbilisi. Po ukončení studia pracoval v letech 1969 až 1987 v Moskvě na institutu orientalistiky při Ruské akademii věd. Poté se vrátil do rodné Abcházie, kde do roku 1989 pracoval na abchazském institutu jazyka, literatury a historie. V té době se začal angažovat v národním hnutí za nezávislost Abcházie a vstoupil do politiky. Na léta 1989-1991 byl zvolen do sovětského parlamentu, kde se, ač byl přesvědčením konzervativní komunista, přidal k frakcím podporujících nezávislost malých národů a nakonec se stal jedním z nejvýznamnějších abchazských separatistů.

### Účast vgruzínsko-abchazském konfliktu
V prosinci 1990 byl Ardzinba zvolen předsedou abchazského Nejvyššího sovětu a stal se díky své protigruzínské rétorice mezi Abchazy velice populární. Gruzínci Ardzinbu podezřívali, že podněcoval Abchazy k nepokojům v Suchumi z léta 1989. Ardzinba rychle soustředil moc pro sebe a ještě před svým uvedením do funkce započal personální změny ve strukturách Abchazské autonomní republiky tak, aby Abchazové měli větší podíl na moci než Gruzínci. Ze začátku to prováděl tak, aby se vyhnul jakémukoliv střetu s centrální vládou v Tbilisi. S gruzínským prezidentem Gamsachurdiou vyjednal přenastavení etnických kvót do nových voleb do abchazského Nejvyššího sovětu, kde měli být Abchazové zvýhodněni, ale i přesto založil abchazskou Národní gardu, ve které sloužili pouze Abchazové. Potom začal odvolávat z důležitých funkcí v abchazské správě i zbývající etnické Gruzínce.
Jak se napětí mezi Gruzínci a Abchazi stupňovalo, začala i Ardzinbova rétorika nabývat na radikálnosti. V červenci 1992 dokonce prohlásil, že „Abcházie je už dost silná na boj s Gruzií“ Po vypuknutí skutečné války vyhlásil všeobecnou mobilizaci, požádal o vojenskou pomoc nedávno vzniklou Konfederaci kavkazských národů, z jejichž řad naverboval hlavně čečenské militanty, mezi nimi byl např. i terorista Šamil Basajev, a nařídil přesun hlavního města do Gudauty, kde měla svou leteckou základnu ruská armáda. Zde využil svých kontaktů s konzervativními komunisty z Moskvy a s ruskými vojenskými veliteli a vyjednal jejich tichou podporu pro svůj boj proti Tbilisi.

### První prezident Abcházie
Po ukončení bojů a uklidnění situace v roce 1994 byl abchazským parlamentem jmenován prvním abchazským prezidentem. Tento krok byl však označen jak centrální vládou v Tbilisi, tak OSN za protizákonný. V říjnu 1999 byl znovuzvolen, tentokrát ale na základě přímých voleb, ale neměl žádné protikandidáty. Ardzinba zavedl v Abcházii autokratický režim a byl takřka politicky „nedotknutelný“, dokud se mu nezačal od roku 2002 zhoršovat zdravotní stav. Používal podobně jako Ševardnadze kádrovou politiku a na důležité posty dosazoval své přátele a příbuzné. Během své vlády odmítal vyjednávat s vládou v Tbilisi, protože si byl vědom, že Gruzínci nezávislost Abcházie nikdy neuznají. Proto se začal orientovat na těsnější politickou a hospodářskou spolupráci s Ruskem, se kterým se chtěli Abchazové nejprve sjednotit, ale pak zase převládla touha po úplné nezávislosti. S gruzínským prezidentem Ševardnadzem se setkal bez prostředníků pouze v roce 1997 a uzavřel s ním dohodu o nepoužívání síly při řešení gruzínsko-abchazského konfliktu.

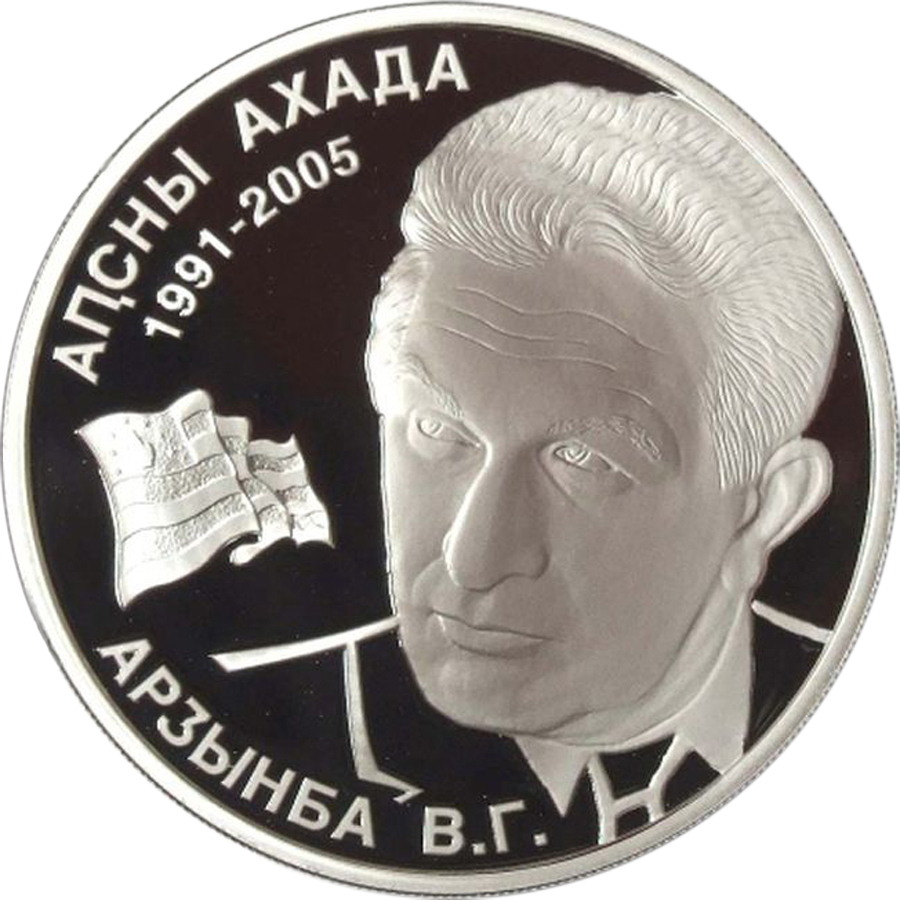
Abchazský apsar, vydaný v roce 2008 na památku Ardzinbovy vlády

Ardzinbův režim byl často kritizován mezinárodním společenstvím za porušování lidských práv, hlavně kvůli tomu, že upřel mnohým vyhnaným Gruzíncům návrat do jejich domovů v Abcházii, a ti, co se vrátili, byli terčem etnických čistek. Ardzinba také v roce 1995 prezidentským dekretem zakázal činnost náboženskému hnutí Jehovistů, za což také sklidil po světě kritiku.
Poslední léta jeho vlády jsou spojená s kritikou jeho vlády, která nedokázala stabilizovat situaci v Abcházii, s kritikou za jeho neaktivitu a s jeho klesající popularitou. Po jeho znovuzvolení se mu totiž značně zhoršil zdravotní stav a od roku 2002 se kvůli tomu, a snad možná i z politických důvodů, vůbec neukazoval na veřejnosti a vykonávání funkce hlavy státu přenechával premiérovi Raulu Chadžimbovi. Kvůli chatrnému zdraví trávil totiž hodně času v Moskvě u doktorů, ale i přes to a přes sílící hlasy opozice (hlavně hnutí Amcachara), která požadovala jeho rezignaci nebo dokonce volala po impeachmentu, se rozhodl setrvat ve funkci prezidenta až do řádných voleb v říjnu 2004. Kvůli problémům s volbou jeho nástupce (Garri Aiba, jeden z kandidátů, byl zavražděn) setrval ve funkci až do 12. ledna 2005.

## Úmrtí
Na samém začátku března 2010 se Vladislavu Ardzimbovi náhle začal zhoršovat zdravotní stav, a proto se ihned vydal na cestu do Moskvy za doktory. Vladislav Ardzimba zemřel v moskevské ústřední nemocnici o pár dní později dne 4. března 2010. Příčinu úmrtí lékaři odmítli sdělit. Po jeho smrti bylo několik hlavních ulic ve městech v Abcházii (např. v Gagře, v Suchumi) přejmenováno na ulice Vl. Ardzinby.